# Moissei Solomonowitsch Urizki

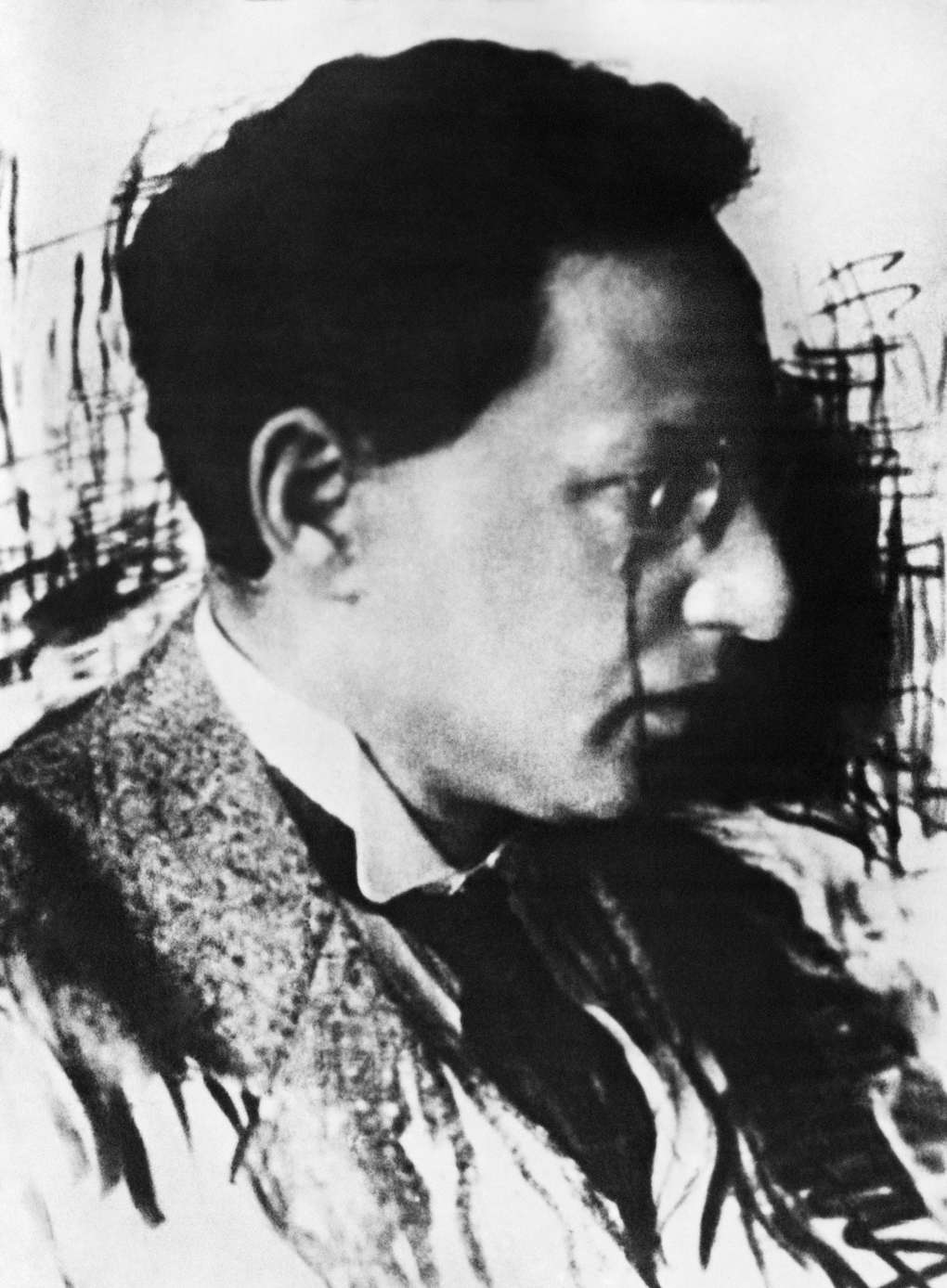
Moissei Urizki (1918)

Moissei Solomonowitsch Urizki (russisch Моисей Соломонович Урицкий; * 1873 in Tscherkassy, Gouvernement Kiew, Russisches Kaiserreich; † 30. August 1918 in Petrograd) war ein russischer Revolutionär und Politiker.

## Leben
Urizki war jüdischer Herkunft. Sein Vater, ein Kaufmann, starb, als Urizki drei Jahre alt war, so dass er von seiner Mutter aufgezogen wurde. Er erhielt die traditionelle jüdische Erziehung und studierte den Talmud. Unter dem Einfluss seiner älteren Schwester begeisterte er sich für russische Literatur. Er besuchte das 1. Staatliche Städtische Gymnasium in Tscherkassy und das Gymnasium in Bila Zerkwa.
Während seines Jurastudiums an der Universität Kiew (Abschluss 1897) schloss sich Urizki der Sozialdemokratischen Arbeiterpartei Russlands an und beteiligte sich an der Bildung eines Netzwerks, über das politische Literatur nach Russland eingeführt und verbreitet wurde. 1897 wurde Urizki wegen des Betriebs einer illegalen Druckerei zunächst verhaftet und dann für kurze Zeit ins Exil getrieben. Er wurde Mitglied im revolutionären Allgemeinen jüdischen Arbeiterbund und wurde 1903 ein Menschewik. Nach der Revolution von 1905 musste er sich aufgrund seiner Aktivitäten in St. Petersburg, mit denen er die Revolution unterstützt hatte, wieder ins Exil begeben. Zusammen mit Alexander Parvus entsandte er revolutionäre Agenten nach Russland, die den zaristischen Sicherheitsapparat unterwandern sollten.
1914 ging Urizki nach Frankreich und schrieb dort für die Parteizeitung Unser Wort. Als er 1917 nach Russland zurückkehrte, wurde er dort zunächst Mitglied der Meschrajonzy-Gruppe und schloss sich dann wenige Monate vor der Oktoberrevolution den Bolschewiki an. Im Juli 1917 wurde Urizki in das Zentralkomitee der Bolschewiki gewählt. Während der Oktoberrevolution spielte er dann eine wichtige Rolle bei der Machtübernahme durch die Bolschewiki. Später wurde er zum Leiter der Tscheka, der Geheimpolizei der Bolschewiki, in Petrograd ernannt. In dieser Position koordinierte Urizki die Verfolgung und die Anklage von Mitgliedern des Hochadels, Offizieren der zaristischen Armee und hochrangigen Klerikern der Orthodoxen Kirche, die den Bolschewiki gegenüber feindlich eingestellt waren.
Da Urizki gegen den Friedensvertrag von Brest-Litowsk war, trat er 1918, ebenso wie andere prominente Bolschewiki, von seinen Posten zurück. Am 4. März 1918 veröffentlichte das Komitee von Petrograd die erste Ausgabe des Magazins Kommunist, das von Karl Radek und Urizki herausgegeben wurde und als Publikationsorgan der rechten kommunistischen Opposition gedacht war. Auf dem siebten Kongress der SDAPR, der vom 6. bis zum 8. März 1918 stattfand, wurde Urizki ins Zentralkomitee der nunmehrigen Kommunistischen Partei gewählt. Ebenso wie sein Mitstreiter Lomow ließ Urizki seine Mitgliedschaft trotz ständiger Aufforderungen des Zentralkomitees für einige Monate ruhen.

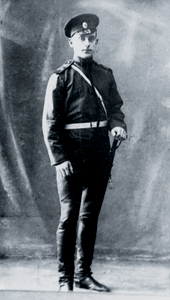
Leonid Kannegiesser

Angesichts der Wirren des ausbrechenden Bürgerkrieges und der Ermordung des Botschafters des Deutschen Reiches Wilhelm von Mirbach-Harff am 9. Juli 1918 in Moskau nahm Urizki seine Arbeit wieder auf.
Am 30. August 1918 wurde Urizki von Leonid Kannegiesser, einem jungen ehemaligen Offiziersanwärter und Anhänger der Narodniki, der sich für die Hinrichtung einiger Freunde und anderer Offiziere durch die Tscheka rächen wollte, in Petrograd erschossen. Kannegiesser war ein zum Christentum bekehrter Offizier jüdischer Herkunft, der vor allem bolschewistische jüdische Führer verachtete, weil er den Marxismus als Rebellion gegen Gott und Menschenwürde betrachtete. Die Ermordung Urizkis und der fehlgeschlagene Mordanschlag Fanny Kaplans auf Lenin am selben Tag wurden von den Bolschewiki zum Anlass und zur Rechtfertigung für die blutigen Verfolgungen genommen, die später als Roter Terror bekannt werden sollten.